# Marcus London
Marcus London (Londres, Inglaterra, 15 de enero de 1968) es un actor, director y guionista de cine pornográfico británico.
Antes de llevar a cabo películas para adultos, London trabajó como estríper en grupo de baile británico llamado Dreamboys. También administró clubes de estriptis y bares, además de modelaje de glamour.
Se casó con la actriz porno Devon Lee el 14 de enero de 2007 en Las Vegas, después de salir durante unos ocho meses.

## Premios y nominaciones
Premios AVN
- 2007 – Mejor Escena de Sexo Oral, Película - FUCK[5]
- 2010 Mejor Escena de Sexo de Grupo – 2040[6]
- 2012 Nominado: Mejor escena de Sexo en grupo - Rocki Whore Picture Show: A Hardcore Parody
- 2013 Nominado: Mejor Actor - Spartacus MMXII: The Beginning
- 2014 Nominado: Mejor escena de sexo en trio: C/C/B, Sex (2013)

Nominado: Mejor Actor de reparto - Divorcees (2013)
Nominado: La más escandalosa escena de sexo - 50 Guy Cream Pie 9 (2013)
- 2015 Nominado: Mejor escena de Sexo en grupo - BonnieLand: A Gangbang Fantasy (2014)

Nominado: Premio del Público: Actor Porno Favorito
- 2016 Nominado: Mejor Actor de reparto - Safe Landings (2015)

Nominado: Premio del Público: Actor Porno Favorito
Premio NightMoves
- 2007 Premio NightMoves - Mejor Intérprete Masculino (Elección del Editor)[7]
- 2011 Premio NightMoves - Premio Triple Play[7]
- 2013 Nominado: Mejor Actor Masculino
- 2014 Nominado: Mejor Actor Masculino

Nominado: Premio del Público: Actor Porno Favorito
Premio XBIZ
- 2012 Nominado: Mejor Actor de reparto Masculino del Año - Halloween: XXX Porn Parody (2011)
- 2013 Nominado Director del Año y Mejor Actor - Película - Spartacus MMXII El Principio[8]

Nominado Mejor Escena en Pareja - My Mother's Best Friend 6 (2012)
- 2014 Nominado: Mejor Actor - Exchange Student 5 (2013)  Nominado: Mejor Escena en Pareja - Stripper 1 (2012)
- 2015 Nominado: Mejor Actor de reparto - Swinger 4 (2014)  Nominado: Mejor Actor - Escort 2 (2014)
- 2016 Nominado: Mejor Escena en Pareja - Forbidden Affairs 3: The Stepdaughter (2014)

Nominado: Mejor Escena en Pareja - My Daughter's Boyfriend 12 (2015)
Nominado: Mejor Escena - Safe Landings (2015)
Nominado: Mejor Actor - Película - Safe Landings (2015)
Premios XRCO
- 2013 Nominado: Best Actor, Spartacus MMXII: The Beginning (2012)
- 2016 Nominado: Unsung Swordsman of the Year

- 2007 Premio AVN – Mejor Escena de Sexo Oral, Película - FUCK[5]
- 2007 Premio NightMoves - Mejor Intérprete Masculino (Elección del Editor)[7]
- 2010 Premio AVN – Mejor Escena de Sexo de Grupo – 2040[6]
- 2011 Premio NightMoves - Premio Triple Play[7][8]